# الدوري التشيكي لكرة القدم 2008-09
الدوري التشيكي لكرة القدم 2008-09 (بالتشيكية: Gambrinus liga 2008/09)‏ هو الموسم 16 من  الدوري التشيكي لكرة القدم. أقيم خلال الفترة 2 أغسطس 2008 وحتى 30 مايو 2009، وكان عدد الأندية المشاركة فيه  16، وفاز فيه سلافيا براغ.